# Раймунд IV (граф Триполі)
Раймунд IV (*Raymond IV de Tripoli, д/н — 1199) — граф Триполі у 1187—1189 роках і регент Антіохії (1193–1194).

## Життєпис
Походив з антіохійської гілки династії Рамнульфідів. Старший син Боемунда III, князя Антіохії, та Оргуелленс де Сен-Валері. Дата народження невідома. Замолоду допомагав батькові у державних справах Антіохійського князівства. Брав участь у військових сутичках.
У 1187 році оголошений спадкоємцем графства Триполі. Того ж року після смерті його володаря Раймунда III стає графом Триполі. Надав прихисток королеві єрусалимській Сибілі I. 1188 року проти Триполі виступив єгипетський султан Салах ад-Дін. Ситуацію виправила поява сицилійського флоту. 1189 року відкликаний батьком до Антіохії. Замість Раймунда новим графом Триполійським став його молодший брат Боемунд I.
У 1193 році після полону батька Левоном II, королем Кілікійської Вірменії, оголошений регентом князівства Антіохія. склав з себе повноваження у 1194 році після повернення батька до князівства. У 1195 році одружився з принцесою Алісою Вірменською з династії Рубенідів, чим було закріплено мир з Кілікією. Помер у травні або червні 1199 року.

## Родина
Дружина — Аліса, донька Рубена III, короля Кілікійської Вірменії
Діти:
- Раймунд-Рубен (1199—1221), князь Антіохії у 1216, 1219, 1221 роках